# Klasa 1999
Klasa 1999 – amerykański film science fiction z 1990 r. Reżyserem był Mark L. Lester, który osiem lat wcześniej (w 1982) nakręcił podobny film (Klasa 1984). Klasa 1999 jest sequelem Klasy 1984. Scenariusz napisał C. Courtney Yoyner. Film trwa 99 minut. Premiera miała miejsce 11 maja 1990. Film zdobył na tyle dużą popularność, że cztery lata później nakręcono jego sequel (Klasa 1999 II: Zastępstwo, reżyserii Spiro Razatosa). Głównym tematem tych filmów jest pokazanie jak prosperują szkoły w niedalekiej przyszłości. Klasa 1999, prócz science fiction, zawiera też elementy filmu akcji oraz horroru.

## Obsada
- Bradley Greg – Cody Culp
- Traci Lind – Christy Longford
- Malcolm McDowell – Miles Longford
- Sharon Wyatt – Janice Culp
- Patrick Kilpatrick – Mr Bryles
- Stacy Keach – Dr Bob Forest
- Pam Grier – Ms Connors
- John P. Ryan – Mr Hardin
- Darren Burrows – Sonny
- Joshua John Miller – Angel
- James Medina – Hector
- Jason Oliver – Curt
- Brent David Fraser – Flavio
- Jill Gatsby – Dawn
- Sean Hagerty – Reedy

## Fabuła
Film przedstawia świat niedalekiej przyszłości. Amerykańskie miasta są podzielone na ekskluzywne i nowoczesne centra oraz otaczające je slumsy, kontrolowane przez gangi. Gangi to głównie młodzież. Są bardzo dobrze uzbrojone i nieźle zorganizowane. Większość młodzieży mimo przestępczego trybu życia chodzi jednak do szkół (uczniowie przed wejściem do szkoły odkładają broń). Jednak nauczyciele nie potrafią prowadzić normalnych lekcji z powodu zbyt trudnej, bezkarnej młodzieży.
Głównym bohaterem filmu jest Cody Culp, były przywódca jednego z gangów. Po wyjściu z więzienia wraca bardzo odmieniony. Rezygnuje z „bycia” gangsterem, mimo że jego znajomi (w tym młodszy brat) są z tego powodu nieprzyjemni wobec niego. Cody chce uczciwie żyć oraz zdobywać wiedzę.
W jednej ze szkół średnich (do której po odsiadce wraca Cody) dyrektor postanawia zastosować specjalny projekt policji. Do kadry nauczycieli zostają wprowadzone trzy androidy – mechaniczne roboty z zewnątrz wyglądające jak normalni ludzie. Miały to być: nauczyciel historii, nauczycielka chemii i wuefista. Trzej nowi nauczyciele mieliby być kontrolowani przez grupę ekspertów w szkolnej piwnicy, za pomocą komputerów. Projekt był oczywiście tajny i młodzież nie zdawała sobie sprawy, że będzie uczona przez androidy. Projekt początkowo „zdaje egzamin”. Sztuczni nauczyciele szybko wprowadzają wzorową dyscyplinę na lekcjach, stosując surowe i upokarzające kary cielesne. Potem w normalny (choć wymagający) sposób uczą swoich przedmiotów. Z czasem jednak zaczynają być coraz bardziej niebezpieczni. Dochodzi nawet do brutalnego zabójstwa jednego z uczniów. Nikt tego jednak nie zauważa (nawet eksperci w piwnicy), bo dzieje się to na korytarzu, w czasie lekcji. Historyk pozoruje przedawkowanie narkotyków.
Cody i jego dziewczyna (córka dyrektora) widzą (podobnie jak wszyscy uczniowie), że coś jest nie tak z nowymi nauczycielami. Cody zauważa też u historyka własność zamordowanego ucznia. Nie ma więc już wątpliwości, że nowi nauczyciele są wyjątkowo niebezpieczni. Dowiaduje się, że wszyscy trzej mieszkają w jednym mieszkaniu. Postanawia z dziewczyną, że włamią się do tego mieszkania. Wyposażenie okazuje się bardzo dziwne. Przykładowo, w kuchni zamiast jedzenia były puszki ze smarem i olejem. Nauczyciele zaskakują Cody’ego wczesnym powrotem do mieszkania. Cody’emu udaje się uciec, ale zostaje zauważony i tym samym naraża się niebezpiecznym androidom.
Sztuczni nauczyciele zaczynają „ewoluować” – ich oprogramowanie staje się coraz bardziej agresywne i w rozmowach między sobą usprawiedliwiają swoje zamiary mordowania. Eksperci zaczynają tracić kontrolę nad androidami i nie bardzo wiedzą gdzie są i co robią poza szkołą. Tymczasem androidy zabijają młodszego brata Cody’ego.  Pozorują też, że to robota jednego z gangów, z którym gang brata Cody’ego był w nie najlepszych stosunkach. Wściekły Cody przejmuje dowodzenie nad gangiem i chce zemścić się na zabójcach brata. Androidy prowokują też drugi gang pozorując winę tego pierwszego. Gangi umawiają się na bitwę. Gdy zaczyna się strzelanina zjawiają się też sztuczni nauczyciele, którzy skrytobójczo mordują członków i jednej i drugiej strony konfliktu.
W bitwie nie wszyscy giną. Cody zauważa w zamieszaniu nauczycielkę chemii. Domyśla się więc, że konflikt między gangami był upozorowany. Następnej nocy androidy kontynuują podsycanie konfliktu. Całkowicie wymykają się też spod kontroli „ekspertów”. Włamują się do szkoły w środku nocy, mordują „ekspertów” i dyrektora, a jego córkę porywają informując o tym Cody’ego. Cody musi więc ratować swoją dziewczynę. Jednak jego gang nie jest w stanie samodzielnie zwalczyć groźne monstra. Cody organizuje spotkanie obu gangów, w pobliżu szkoły. Tam stara się wszystko wytłumaczyć (co jest trudnym zadaniem, bo konflikt między nimi osiągnął przecież właśnie apogeum), prosi o pomoc. Zwaśnione gangi dochodzą do porozumienia i łączą siły, by zemścić się na androidach. Po efektownej walce udaje im się odnieść wspólne zwycięstwo. Androidy zostają zniszczone, a dziewczyna Cody’ego uratowana.
1.empic.com: http://horror.com.pl/filmy/recka.php?id=1579